# Insinger-papyrusen

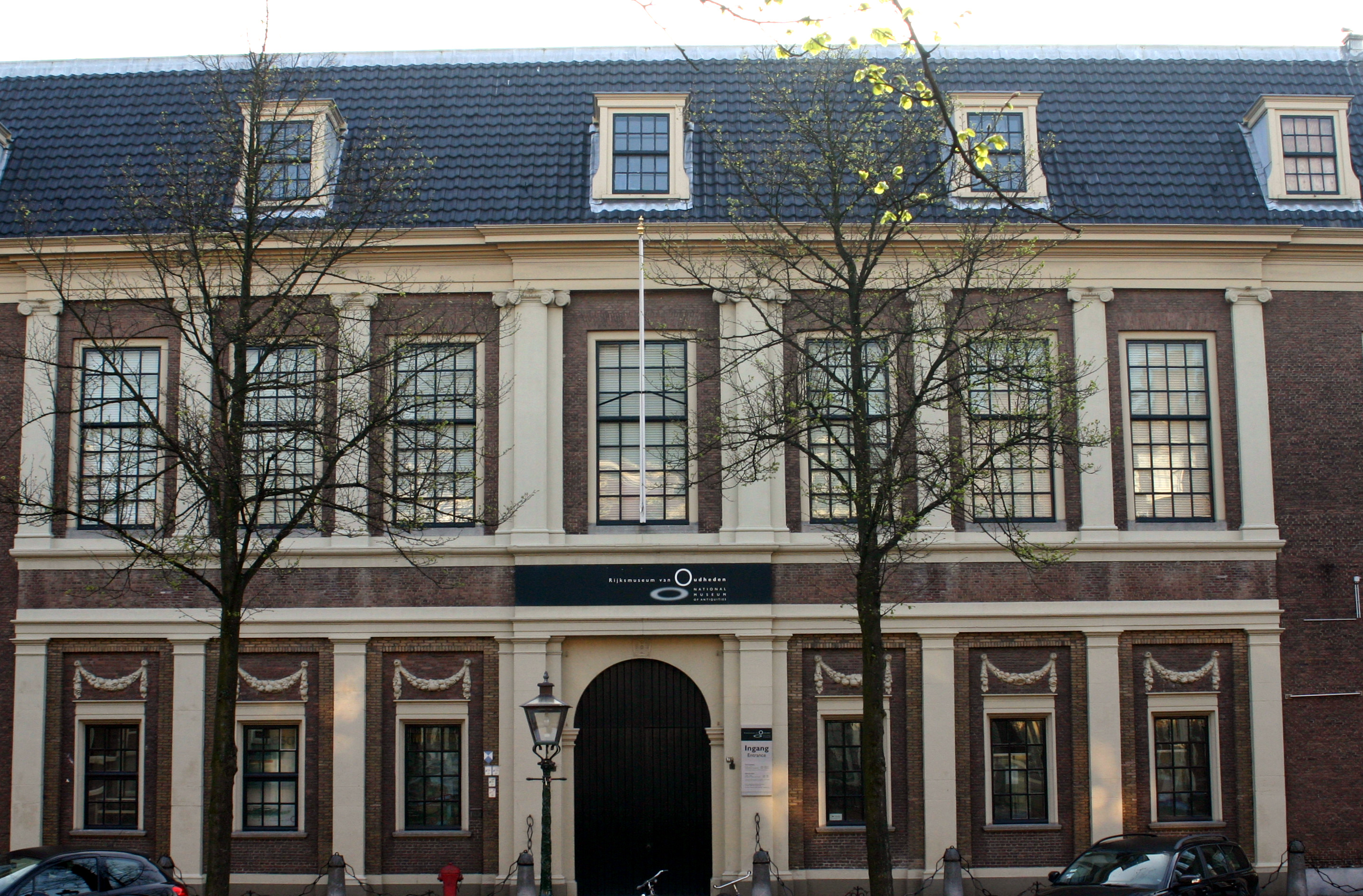
Insinger- papyrusen förvaras idag på Rijksmuseum van Oudheden.

Insinger-papyrusen (Papyrus Insinger) är ett papyrusfynd från Antikens Egypten och innehåller en av de äldsta bevarade skrifter kring egyptiska visdomsläror (Sebayt). Manuskriptet dateras till cirka 100-talet e.Kr. och huvuddelen förvaras idag på Rijksmuseum van Oudheden i Leiden.

## Manuskriptet
Insinger-papyrusen är en fragmenterad papyrusrulle där början och slutet av rullen saknas, rullens storlek är cirka 612 × 27,5 cm. Texten är skriven på rectosidan.
Texten är ett exempel på den fornegyptiska litteraturgenren visdomslära (Sebayt) och visar att de egyptiska traditionerna levde kvar även under det romerska styret och hur de anpassades till tidens krav.
Manuskriptet är en samlingsskrift och omfattar 25 bevarade kapitel.
Skriften är uppdelad efter olika tema med numrerade kapitel och innehåller över 800 maximer. Lärdomarna är skrivna i 1 raders texter liknande ordspråk, till exempel
- "En orms väsnande är effektivare än en åsnas bräkande"
- "En liten orm bär på gift"
- "Ormen du trampar på sprutar ett starkt gift"
- "En krokodil dör inte av bekymmer, den dör av svält"
- "Det är gud som skänker välstånd, det är den vise som bevarar det"

Texten är skriven i demotisk skrift och manuskriptet dateras till mellan år 0 och 100 e.Kr. kring den grekiska perioden och den romerska perioden under Antikens Egypten. Troligen rör det sig om en avskrift av ett äldre manuskript.

## Historia
Det är inte känt när papyrusrullen upptäcktes. 1895 såldes större delen av rullen i Akhmim  av den franske affärsmannen Frenay till den nederländske fotografen och antikhandlaren Jan Herman Insinger. Insinger bodde i Luxor där han bl.a. samarbetade med Gaston Maspero.
Manuskriptet är det mest omfattande och betydelsefulla av de bevarade texterna i genren Visdomslära, en av de äldsta genrer bland Den egyptiska antikens litteratur. I motsats till andra bevarade visdomsläror som poängterar korrekt socialt beteende lägger Insinger-papyrusen betoningen på ett etiskt korrekt beteende.
1925 publicerade nederländske Pieter Adriaan Aart Boeser den första transkription i artikeln "Transkription und Übersetzung des Papyrus Insinger" med översättning i tidskriften "Internationales Archiv für Ethnographie" (vol 26).
1926 publicerade fransmannen François Lexa en transkription med kommentarer och tolkningar i boken "Papyrus Insinger".
I slutet på 1970-talet upptäckte Karl-Theodor Zauzich (föreståndaren för University of Pennsylvania Museum of Archaeology and Anthropology - Penn Museum) ytterligare 3 fragment i museets samlingar som tillhörde Insinger-papyrusen. Dessa hade inköpts för museet 1910 i Egypten.
Manuskriptets arkivnummer på Rijksmuseum van Oudheden är F 95 / 5.1 och på Pennmuseet E 16333 A-C.